# Царство (біологія)

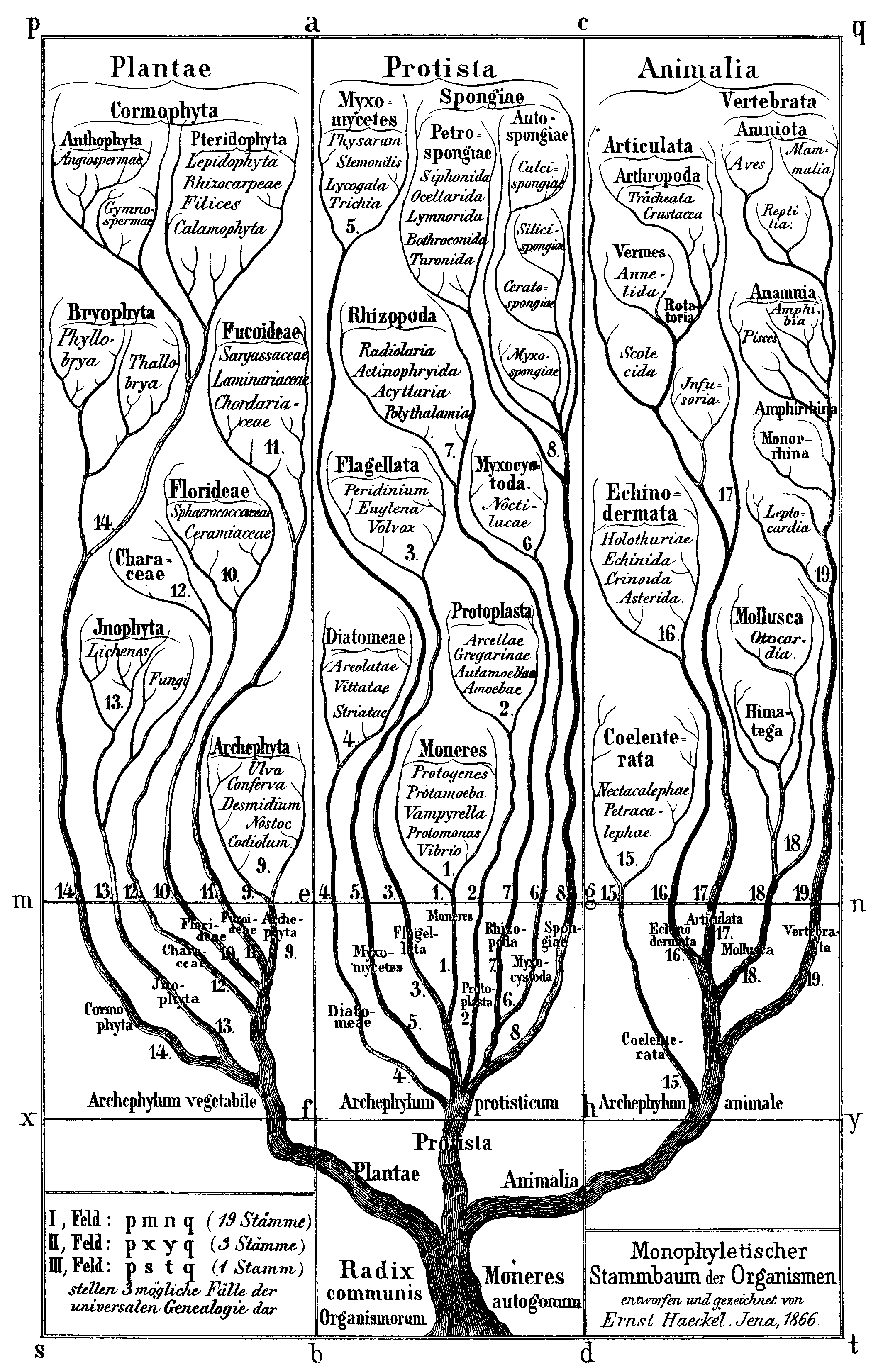
Три царства за Ернстом Геккелем в його праці «Загальна будова організмів» (Generelle Morphologie der Organismen) 1866 рік

У біологічній класифікації ца́рство — це таксономічна категорія найвищого рангу після домену. В деяких класифікаціях, особливо застарілих, таксономічною категорією найвищого рангу вважається саме царство або імперія. Царство підрозділяється на менші групи: типи (звичайно для тварин) або відділи (звичайно для рослин).
У своїй праці Systema Naturae («Система Природи») Карл Лінней визначив два царства живих організмів: Animalia для тварин та Vegetabilia для рослин. Також він ввів третє царство Mineralia для мінералів. Він підрозділив кожне царство на класи, які пізніше було згруповано у типи та відділи відповідно.
Коли було відкрито одноклітинні організми, їх поділили між двома царствами: рухливі форми віднесли до тварин (тип Protozoa), а водорості та бактерії — віднесли до рослин (відділ Thallophyta або Protophyta). Деякі форми було важко класифікувати за такої системи (наприклад, рухливі водорості евглени та амебоподібні слизовики), тому різні автори відносили їх до різних царств. Через це Ернст Геккель створив для них ще одне царство — Protista.

## Дві імперії, чотири царства
Після відкриття, що структура клітинної стінки бактерій радикально відрізняється від аналогічної структури інших організмів (бактеріальна клітина має дві мембрани, що розташовані біля її поверхні в той час, як структура інших організмів значно складніша і включає ядро та органели, що розділені внутрішньоклітинними мембранами), Е. Четтон (E. Chatton) запропонував поділ живого на дві імперії: організми з ядром (Eukaryota), та організми без ядра (Prokaryota).
Пропозицію Четтона не було прийнято одразу. Типовішу систему запропонував Герберт Коупленд (Herbert Copeland), який виділив прокаріотів в окреме царство, спершу Mychota, яке пізніше називали Monera[джерело?] або Bacteria. У системі Коупленда всі еукаріоти, окрім тварин, було віднесено до царства Protoctista.
Згодом стало зрозумілим, наскільки важливими є відмінності між про- та еукаріотами, тому Станьє (Stanier) і ван Ніл (van Niel) відстоювали в 1960-х роках систему Четтона.

## П'ять царств
Роберт Віттекер (Robert Whittaker) увів також окреме царство для грибів (Fungi). Ця система з п'ятьма царствами, яку було запропоновано 1969 року, стала загальноприйнятою та з невеликими доповненнями використовується в багатьох працях і дотепер, або є основою для інших систем класифікації. Її побудовано здебільшого на відмінностях у типах живлення: до царства Plantae відносяться переважно багатоклітинні автотрофи, до Animalia — багатоклітинні гетеротрофи, до Fungi — багатоклітинні сапротрофи. Ще два царства — Protista та Monera містять одноклітинні організми та прості колонії клітин.

## Шість царств
Близько 1980 року великого значення набула філогенія. Вчені намагалися зробити царства монофілетичними. Animalia, Plantae та Fungi було спрощено до базових груп близькорідних форм, а вилучені організми було включено до Protista. Базуючись на аналізі рибосомальної РНК, Карл Воуз (Carl Woese) розділив прокаріот на два царства: Eubacteria та Archaebacteria. Ця система з шістьма царствами стала стандартом для багатьох праць.
Також було запропоновано цілу низку нових царств для еукаріотів, але більшість була швидко понижена в рангу до типу або класу, багато взагалі вважалися невалідними. Наприклад, Кавальє-Сміт (Cavalier-Smith) запропонував царство хромістів (Chromista), яке включало бурі та діатомові водорості і ооміцети.
Однак, ця система не встигла набути широкого вжитку через те, що монофілію запропонованої групи спростували.

## Підсумки
| Linnaeus (1735) 2 царства | Геккель (1866) 3 царства | Чаттон (1925) 2 groups | Копеланд (1938) 4 царства | Віттекер (1969) 5 царств | Воезе (1977,1990) 3 домени |
| ------------------------- | ------------------------ | ---------------------- | ------------------------- | ------------------------ | -------------------------- |
| Animalia                  | Animalia                 | Eukaryote              | Animalia                  | Animalia                 | Eukarya                    |
| Vegetabilia               | Plantae                  | Eukaryote              | Plantae                   | Plantae                  | Eukarya                    |
| Vegetabilia               | Plantae                  | Eukaryote              | Protoctista               | Fungi                    | Eukarya                    |
| Vegetabilia               | Plantae                  | Eukaryote              | Protoctista               | Protista                 | Eukarya                    |
| (не розглядав)            | Protista                 | Eukaryote              | Protoctista               |                          | Eukarya                    |
| (не розглядав)            | Protista                 | Procaryote             | Monera                    | Monera                   | Archaea                    |
| (не розглядав)            | Protista                 | Procaryote             | Monera                    | Monera                   | Bacteria                   |

Зауважте, що відповідності в таблиці не є чіткими. Наприклад, Геккель відносив червоні та синьо-зелені водорості до рослин, а в сучасній загальноприйнятій класифікації їх відносять відповідно до протистів та бактерій. Попри подібні відмінності таблиця може слугувати корисною ілюстрацією розвитку поняття «царство» в біології.
| Prokaryota | Bacteria |         |       |           |          |
| Eukaryota  | Animalia | Plantae | Fungi | Chromista | Protozoa |